# Karla Libknehta, Lutuhîne
Karla Libknehta (în ucraineană Карла Лібкнехта) este un sat în comuna Volnuhîne din raionul Lutuhîne, regiunea Luhansk, Ucraina.

## Demografie
Componența lingvistică a localității Karla Libknehta
     Ucraineană (93,22%)
     Rusă (5,93%)
     Alte limbi (3,45%)
Conform recensământului din 2001, majoritatea populației localității Karla Libknehta era vorbitoare de ucraineană (93,22%), existând în minoritate și vorbitori de rusă (5,93%).